# Thoracostoma setosum
Thoracostoma setosum is een rondwormensoort uit de familie van de Leptosomatidae. De wetenschappelijke naam van de soort is voor het eerst geldig gepubliceerd door Linstow.